# 蘇花高速公路計畫
蘇花高速公路計畫，是台灣東部一個高速公路建設計畫，目前此計畫暫緩中，先後變更為「蘇花公路替代道路」（「蘇花替」，2008年）、「蘇花公路改善計畫」（「蘇花改」，2010年）以及「國道東部公路蘇澳花蓮段」（2011年）等計畫，與後來2011年動工的台9線蘇花改有路線差異。國道五號預計將由蘇澳交流道往南延伸銜接蘇花改。
蘇花高速公路規劃起自宜蘭縣蘇澳鎮的蘇澳交流道（蘇澳交流道已預留延伸的空間），迄至花蓮縣吉安鄉，主線以雙向四線道鋪設，共設置8處交流道（永樂、東澳、南澳、和平、太魯閣、新城、花蓮、吉安）、服務區三處（蘇澳、南澳、崇德）、行車控制中心一處（南澳）、工務段二處（南澳、花蓮）、交通控制中心一處（花蓮區域交通控制中心）、工程處一處（交通部高速公路局東區養護工程分局）、隧道十一座（總長約40公里），路線全長約87公里，橋梁總長約38公里，橋隧占全線90%，餘為路堤或路塹長約9公里，預估工期約需7～8年。

## 緣起
蘇花走廊運輸系統容量不足，且花東地區往來北部地區之唯一的聯外公路－蘇花公路（省道台9線之一）因緊臨蘇花海岸（太平洋）闢建，路線蜿蜒，多急彎和陡坡，改善困難，每遇颱風、豪雨即時常坍方中斷，嚴重影響用路人之安全。為提供花東地區民眾往來臺北宜蘭間一條全天候、安全、可靠的聯外維生道路系統，中華民國政府計畫興建蘇花高速公路，以保障民眾生命財產安全。
該計畫最初於1990年2月由李煥內閣核定之「改善交通全盤計畫」中將此列為「環島高速公路網發展計畫」之一。1998年4月進行工程規劃，2000年完成；環境影響說明書於2月經行政院環境保護署審查通過。2002年5月游錫堃內閣將此列入挑戰2008國家發展重點計畫，同意本建設計畫分期分段辦理；2003年納入新十大建設之第三波高速公路的子計畫之一來推動，以加速建設臺灣東部與北部區域間全天候快捷的運輸道路。

## 歷史
- 1990年2月，行政院核定「改善交通全盤計畫」並將本計畫列為「環島高速公路網發展計畫」之一。
- 1992年，年底交通部臺灣區國道新建工程局開始進行國道蘇澳花蓮段和臺東花蓮段的踏勘和調查。
- 1994年，研究國道東部公路（蘇澳花蓮段和臺東花蓮段）的可行性。
- 1997年，陳報行政院可行性研究報告。
- 1998年
  - 3月，行政院核定可行性研究報告，並指示先行辦理蘇澳花蓮段工程規劃。
  - 4月開始進行蘇澳花蓮段的工程規劃及環境影響評估。
- 2000年
  - 1月，完成工程規劃。[4]
  - 2月，蘇澳花蓮段的環境影響說明書經環境保護署審查通過准予開發。
- 2002年
  - 5月，行政院將本計畫納入挑戰2008國家發展重點計畫。
  - 12月，行政院核定同意本建設計畫分期分段辦理。
- 2003年
  - 11月，行政院將本計畫納入「新十大建設」之「第三波高速公路」的子計畫之一。
  - 12月2日，九號隧道南段、三棧段及新城交流道二個標段完成招標，分別由隆大營造及日本前田建設、利德營造以32億元、25億元得標，先以國道公路建設管理基金支付[5]。
  - 12月9日，時任中華民國總統陳水扁至花蓮頒贈二等勳章給證嚴法師，陳水扁在對話中提到興建蘇花高要花九百億，中央政府也是負擔沉重，但現場並沒有人答話，證嚴法師沒有對蘇花高興建作出任何評論。慈濟遭輿論評為緩建蘇花高的推手，慈濟發言人何日生提出反駁：「陳總統說九百億好多錢，我們這邊也沒有人回嘴，政府應該去評估這個事情」[6]；惟證嚴法師及慈濟於事後亦表示反對開設蘇花高[7][8][9][10]。
  - 12月11日，時任花蓮縣縣長謝深山受到慈濟、環團、觀光業者等在地團體的壓力，在時任行政院院長游錫堃視察花蓮航空站新航廈工程時向其表示：『雖然他個人百分之百支持興建，但他也聽到不同的聲音，因此希望在蘇花高開工前先徵詢民意，藉此了解大多數縣民的意見』，希望先完成以「民意調查」做為是否興建的參考再行決定，建請行政院暫緩興建國道蘇花高速公路[11]。游錫堃表示基於預算成本壓力、962億總預算尚未過關及地方意見問題為由而當場宣布暫緩動工三個月，並表示如果地方重新思考後並做成決定，中央會尊重，但有一定的期限；游錫堃亦表示不論採公投或民調由地方政府自行決定，但三個月內必須有建或不建的結果，如果沒有的話，中央必須面對已決標廠商的解約問題，行政院會尊重花蓮縣政府和花蓮縣議會的最終意見，一旦地方決定停建而中央也會考慮停建，若三個月內地方決定興建就會動工[12]。時任國工局長鄭文隆也表示：「雖然雙方還未正式簽約，但合約關係已經發生，一旦工程無法在六個月內開工，政府必須中止合約，並賠償業者備標損失，金額不是很多，所以不論是暫緩三個月或確定要解約，影響應該都不大；不過原定明年初陸續發包的其他標段，現在起作業全部暫停」[13][14]。
  - 12月16日，在野黨立委對於游錫堃宣布緩建蘇花高表達不滿而連署要求行政院應按計畫動工，交通部則回應蘇花高應該不會不建，只是需要時間再與地方溝通，且建不建應有專業評估，並應尊重地方意見。[15]
  - 12月19日，月初時因時任交通部次長張家祝到花蓮聽取民意，要求興建案需先取得花蓮縣議會支持；花蓮縣議會於出席的二十九位議員中以二十七人支持、兩人棄權，投票通過興建蘇花高；時任花蓮縣議長楊文值表示，會將此一決議送交花蓮縣政府，再轉報中央；時任行政院發言人林佳龍則說，行政院等花蓮縣長謝深山根據縣議會及地方意見所做的詳細建議，「會尊重地方的意見」[16]。
- 2004年
  - 1月13日，花蓮縣政府委託三家民調中心辦理的蘇花高速公路興建案民意調查顯示，高達七成七民眾贊成興建。時任行政院發言人林佳龍表示，尊重地方民意，也希望地方政府繼續與地方反對人士整合溝通。林佳龍表示，行政院仍在等待花蓮縣政府的正式評估報告，如果花蓮縣政府建議興建，行政院將按照原規劃內容進行[17]。
  - 1月16日，花蓮縣政府在緩建期限內，將提議儘速興建蘇花高的公文呈報行政院，但被游內閣所屬的行政院於同年3月初退回花蓮縣府的儘速動工公文。[18]
  - 3月，時任行政院經濟建設委員會副主任委員張景森、政務委員林盛豐、行政院研究發展考核委員會主任委員葉俊榮，皆偏向主張蘇花高不宜納入納入新十大建設；其中張景森於緩建期屆滿時向游錫堃建議繼續緩建，並主張成立國道五號衝擊因應小組作為評估[19]。
  - 6月，時任花蓮縣副縣長朱景鵬、時任花蓮縣議會副議長林連明、時任立委鄭余鎮和邱創良與陳進丁、時任花蓮縣議員鍾逸文帶領花蓮的300多位縣民前往經建會抗議政府緩建蘇花高，並與反蘇花高的環保團體人士陳椒華等人爆發口角衝突。[20][21]
  - 7月，行政院核定明年度新十大建設預算，總額為新台幣662億1,180萬元，但連接蘇澳和花蓮的蘇花高速公路及國道四號豐原大坑段之預算卻未列入[22][23]。
- 2005年
  - 10月，行政院依時任經建會副主委的張景森之建議，成立國道五號衝擊因應小組及由時任政務委員林盛豐擔任召集人[24]，而後該期間環境差異分析專案小組五次會議都沒有通過興建蘇花高[25]。
  - 12月，蘇花高速公路環境影響評估通過後取得的三年動工興建期限即將於12月26日到期，但蘇花高仍無動工跡象。花蓮縣議會蘇花高專案小組開會決定，將於期限前動員一千二百人北上舉行大規模抗爭，要求行政院儘速宣佈動工；監督小組表示，蘇花高動工興建最後期限即將到期，如未能於期限前動工興建，將必須重新辦理環境差異分析，對於未來是否興建增添更大的變數[26]。
- 2006年
  - 11月，時任行政院長蘇貞昌表示支持興建蘇花高[27][28]，一反前一任行政院長謝長廷反對蘇花高[28][29][30][31]而未編列蘇花高之預算且提出以東部領航計畫代替蘇花高的政策[32][33]。
- 2007年
  - 3月，在時任亞都麗緻集團總裁嚴長壽號召下，雲門舞集創辦人林懷民、原住民音樂家胡德夫、導演侯孝賢、時任中華電信基金會執行長徐璐、時任華碩電腦副董事長童子賢、時任普訊創投董事長柯文昌、時任荒野保護協會理事長李偉文、作家龍應台、時任中華電信董事長賀陳旦、時任新港文教基金會創會董事長陳錦煌、時任紙風車文教基金會執行長李永豐等多位環團、藝文界與企業界人士，公開連署並呼籲停建蘇花高。[34]
  - 5月，時任立委田秋堇建議把興建蘇花高的預算拿去購置傾斜式列車，行車時間從台北到花蓮不用兩小時；且認為鐵路不塞車，也減少汽車二氧化碳排放量；讓台鐵兼營「到府宅配」，也可以讓花東的農產品快速運銷到大台北地區。[35]
  - 6月，趙永清[36]、田秋堇、賴幸媛等時任立委，時任綠黨中執委潘翰聲，時任國立台北大學教授廖本全、時任國立花蓮教育大學李思根、時任國立台灣師範大學教授周儒、時任慈濟大學人文社會學院院長許木柱等學者，皆表示反對興建蘇花高。[29]
- 2008年
  - 1月3日，行政院東部聯合服務中心公布蘇花高速公路普查結果，花蓮縣民九十三％支持興建，僅有七％反對，將呈報行政院做為興建蘇花高的參考和依據[37]，而時任執行長吳國棟及時任副執行長黃憲東支持興建蘇花高興建，但另位時任副執行長賴坤成則認為應推動東台灣永續發展綱要計畫取代[38][39]。
  - 3月3日，環保署環評專案小組經過6小時討論，傾向有條件通過蘇花高環差分析與現況差異分析報告，但決議要求交通部國工局整合自2003年至今召開過的10次專案小組會議各項提問重修報告書，交通部11日將相關報告送達，環保署18日預備召開確認會議後，再送環評大會審查。此外，環保團體質疑民進黨政府是為了選舉趕在五二○前興建，而時任環保署長陳重信否認並且表示說：蘇花高動工沒有特定時程，若環評程序過關，要不要興建“讓新政府決定較好”[40]。
  - 3月7日，立法委員傅崐萁在立法院質疑蘇花高遲遲無法審查通過，但同位於花蓮縣之「和平火力發電廠擴建計畫環境影響說明書」卻可有條件通過，明顯圖利財團之嫌，14日環評委員決議，送中華民國法務部調查靜待法律調查結果，在清白未獲平反前，無限期擱置蘇花高環評案，18日確認會議也暫停[41]。
  - 4月2日，環保署恢復舉辦之蘇花高環評確認會議中，時任經建會副主委及環評委員的張景森表示蘇花高是陳水扁總統競選政見，行政院是基於對總統的尊重才全力推動，但其實還有很多疑慮，他以環評委員身分發表個人身分看法及意見認為看守內閣不宜通過環評，應退回交通部，至於未來是否興建，「應由新政府來決定」；張景森的發言稿亦寫著，指依交通部交通流量預估，興建蘇花高會造成花蓮地區空氣汙染、交通壅塞、喪失東部成為國際觀光度假區的潛力。且興建成本暴增大幅降低經濟價值，考量東部永續發展，「蘇花高並非最優交通方案」；另經建會於4月1日開會談及東部發展分年計畫，做出東部交通應以「鐵路為主、公路為輔」的決議，惟蘇花高的開發單位國工局並未受邀，國工局才於隔天得知此決議而讓時任國工局長邱琳濱傻眼，邱琳濱亦表示交通部沒有收到行政院要求撤案的命令；該會議結束後，時任行政院東部聯合服務中心副執行長黃憲東罵張景森不負責任及汙辱了所有環評委員，時任立委林郁方批評張景森是因經建會指派才得以擔任環評委員而無個人身分發言這回事[42]，時任綠黨秘書長潘翰聲亦表示此案為政治人物在玩弄[43]。
  - 4月25日，環評拍板，本案退回原開發單位。時任環保署長陳重信表示將決定權丟給環評委員並不正確，交通部亦回應興建蘇花高的立場從未改變，且每次都依照環評委員的要求補充資料，但都沒有被環評委員參考。[44]
  - 7月6日，時任行政院長劉兆玄宣布先行推動「蘇花公路（危險路段）替代道路」（「蘇花替」），時任交通部長毛治國表示會興建南澳至和平路段，為省道名義但為高速公路規格，時任行政院新聞局局長史亞平也表示，此方案不是蘇花高，但此替代道路將提升為高速公路的水準，且未來若蘇花高環評通過，此路線就不需重複投資；時任交通部次長游芳來亦表示，屆時將成為「蘇花高的一部分」[28][45]。時任民進黨立法院黨團書記長葉宜津批評劉兆玄推動蘇花高係為轉移物價高漲的問題[46]，時任立委高志鵬則表示應反對興建蘇花高[47]。
- 2009年
  - 12月24日，時任交通部路政司長祁文中說明蘇花公路改善方案（蘇花改），蘇花改主要是針對較危險的蘇澳到崇德約77公里路段改善，原路若能改善就盡量在原路改善，但部分路段受海岸線侵蝕影響，原路已無足夠空間，則改以靠山區闢建短隧道改善；如果連短隧道也不易改善，則建長隧道。此外祁文中亦表示，蘇花改已為未來道路升級預留空間，且有部分隧道段使用蘇花高規劃路線。未來若有需求，可提升為高、快速道路等級[48][49]。
- 2010年
  - 2月9日，時任總統馬英九宣布年底時（約11月）若通過環境評估後將動工興建「蘇花公路（危險路段）改善計畫」（蘇花改），表示會興建蘇澳至崇德路段。
  - 10月21日，發生2010年蘇花公路遊覽車事故，此後加速蘇花改通過環評開工進度。
  - 11月，前環保署長陳重信提出蘇花改應進入二階段環評並認為環保署違法[50]，但環保署反駁回應：「本案環境影響評估作業從書件製作、民眾參與及環評委員會之審查，完全依照環評法相關規定，審慎且嚴謹進行。外界不能因加速審查就指責草率。環評專案小組經釐清各項問題，依據環評法規定，建議無須進行第二階段環評，可予以附條件通過。」[51]。時任立委田秋堇則在環評會中引用台大地質系教授陳宏宇的意見指出，雪隧是「較規則」的褶縐地形岩層，蘇花改卻是「不規則」的，大部份的數據都引用過去北迴鐵路開挖時的數據，就像現在要動大手術，結果用的是2、30年前的病歷；台灣生態工法發展基金會董事長賀陳旦則批評公路總局，因為準備時間匆忙，所以資料是混亂的 ；針對以上質疑，前台大地質系教授、時任國科會副主委陳正宏在會場中反駁表示：「921大地震改變的是車壟埔斷層而不會影響到東部的斷層帶，（蘇花改）隧道工程應該是不會受大地震影響」[52]。公路總局及時任交通部長毛治國則回應地質已充分掌握，附近亦已鑽探了30年，且蘇花改路線與鐵路、公路及之前的蘇花高位置相近，就地質變化的時間尺度而言，過去蒐集的這些資料已足以判斷蘇花改的地質。[53][54]

## 交流道列表
| 國道五號蘇花段路線設施里程一覽表  |      |        |           |           |         |               |                                                          |                                                          |
| 標誌                              | 里程 | 名稱   | 順樁預告  | 逆樁預告  | 形式    | 通車日        | 銜接道路 →聯絡地區                                       |                                                          |
| （上接北宜高速公路）              |      |        |           |           |         |               |                                                          |                                                          |
| 54                                | 54.3 | 蘇澳   | 蘇澳 冬山 | 冬山 蘇澳 | 半套Y型 | 2006年1月26日 | 台2戊線／宜42線 · →蘇澳鎮、冬山鄉、蘇澳服務區            |                                                          |
| 54 服務區 需透過蘇澳交流道進出    |      |        |           |           |         |               |                                                          |                                                          |
| － 地磅站 僅入口匝道設置          |      |        |           |           |         |               |                                                          |                                                          |
| － 隧道                           |      |        |           |           |         |               |                                                          |                                                          |
| － 隧道                           |      |        |           |           |         |               |                                                          |                                                          |
| － 隧道                           |      |        |           |           |         |               |                                                          |                                                          |
| － 隧道                           |      |        |           |           |         |               |                                                          |                                                          |
| － 隧道                           |      |        |           |           |         |               |                                                          |                                                          |
|                                   | 61   | 永樂   |           |           | 半套Y型 | 預計2032年    | 永樂高架橋 →蘇澳鎮東澳隧道                               | 永樂高架橋 →蘇澳鎮東澳隧道                               |
| － 隧道                           |      |        |           |           |         |               |                                                          |                                                          |
|                                   | 67   | 東澳   |           |           | 鑽石型  | 遠期規劃中    | 台9線、台9丁線 · →蘇澳鎮東澳里、南澳鄉東岳村             | 台9線、台9丁線 · →蘇澳鎮東澳里、南澳鄉東岳村             |
| － 隧道                           |      |        |           |           |         |               |                                                          |                                                          |
|                                   | 75   | 南澳   |           |           | 鑽石型  | 遠期規劃中    | 台9線、台9丁線 · →南澳鄉武塔、南澳服務區                 | 台9線、台9丁線 · →南澳鄉武塔、南澳服務區                 |
| 75 服務區 需透過南澳交流道進出    |      |        |           |           |         |               |                                                          |                                                          |
| － 隧道                           |      |        |           |           |         |               |                                                          |                                                          |
| － 隧道                           |      |        |           |           |         |               |                                                          |                                                          |
| － 隧道                           |      |        |           |           |         |               |                                                          |                                                          |
|                                   | 93   | 和平   |           |           | Y型     | 遠期規劃中    | 台9線、台9丁線 · →南澳鄉漢本、秀林鄉和平村、和平工業區   | 台9線、台9丁線 · →南澳鄉漢本、秀林鄉和平村、和平工業區   |
| － 隧道                           |      |        |           |           |         |               |                                                          |                                                          |
| － 隧道                           |      |        |           |           |         |               |                                                          |                                                          |
|                                   | 116  | 太魯閣 |           |           | Y型     | 遠期規劃中    | 台8線／台9線 · →秀林鄉崇德村、崇德服務區、太魯閣國家公園 | 台8線／台9線 · →秀林鄉崇德村、崇德服務區、太魯閣國家公園 |
| 116 服務區 需透過太魯閣交流道進出 |      |        |           |           |         |               |                                                          |                                                          |
| （下接花東高速公路）              |      |        |           |           |         |               |                                                          |                                                          |

## 影響與爭議

### 正面意見
- 蘇花高可以解決蘇花公路危險性高、速度慢、運量不足等缺點，亦能發展大眾運輸（如國道客運）來分擔台鐵北迴線客運量龐大的問題，鐵路中斷時亦有替代選擇。[58]
- 花蓮、台東兩縣地形狹長遼大，其幅員往往多是西部幾個縣市的加總，蘇花高建立對花蓮縣中南區及台東縣來往北部縣市的路程亦為減少，蘇花高的建立也是未來台灣環島高速公路建設規劃上重要的一環。
- 蘇花高可以解決蘇花改及蘇花公路蘇澳～崇德段運量不足（雙向2車道）、出入口漏斗式設計易阻塞等缺點[59]；且蘇花高的環境負擔僅略高於蘇花改與遠低於沿線水泥產業。
- 宜蘭地區在北宜高通車後適時分擔台鐵宜蘭線之客貨運量，雖然北宜高通車後兩、三年對台鐵宜蘭線客運量帶來影響，但歷經短暫衰退後台鐵宜蘭線的客運量自2008年至2010年與2011年至2014年等年度皆有上升成長，宜蘭縣境內非宜花鐵公路轉運站及主要車站如礁溪、冬山的旅次人數亦有回升成長，從而推測蘇花高的通車不見得會對台鐵北迴線的客運量帶來大量衰退。[60][61]
- 蘇花高路段已經有台鐵北迴線和蘇花改已做過地質調查及相關工程經驗。[53]
- 蘇花高的建設可促進花蓮地區觀光業之發展，且可改善花蓮地區觀光業平日五天及冬季的旅遊淡季。
- 蘇花高可以改善花東地區長期交通不便、人口外移的問題，亦可讓花東地區的農產品及物資運輸方便行銷運送；如宜蘭地區在北宜高開通後數年已帶來不少就業機會與人口增長，若蘇花高開通也可能造就花蓮諸多就業機會與人口增長。[62]
- 蘇花高可以解決臺灣在夏季颱風及冬季時東北季風吹拂所造成的船運問題及海運適航度不足狀況。[63][64][65]
- 蘇花高平原路段可作為如國道一號彰化戰備道路路段使用[66]，亦能兼為東西馳援戰略通道[67]。
- 蘇花高由於減少路程更符合節能減碳的需求，蘇花公路除路況不佳與危險外，時而蜿蜒曲折上上下下，時而慢速與怠速，因此二氧化碳排放量反而較多。[63]
- 蘇花高帶來的貨運運輸仍有鐵路運輸無法達到的優點，如減少轉運成本、降低農產品貨物保鮮與耗損問題、減少現今北迴線客貨運班次擁擠問題。[63]

#### 對負面意見的反駁
- 安全性方面：北宜高開通後雖亦有發生事故與長隧道救援問題，但其事故比例與臺灣其他高速公路對比下相差不遠。縱然其危險性與臺灣其他高速公路相比就算是較為危險但亦相差不多，重點是效益與降低危險性方面卻遠比原有北宜公路高得多，故從此基礎推斷興建蘇花高在風險管理上為可接受之範圍。[63]
- 蘇花高可以比照現今北宜高的車輛管制行駛－只允許小型車輛及大客車行駛，其餘大型車輛及砂石車改行駛原有蘇花公路，故路面被重型車輛壓壞之問題可減少許多，且路面保養問題於西部高速公路並不存在，亦不可能只發生於此；且北宜公路在北宜高開通後，於車流分散下在路況維護與品質控管上皆有提升，原有天災影響狀況亦趨減緩，若蘇花高開通後，車流分散對於蘇花公路未來路況維護與品質控管的提升亦有期待性。
- 蘇花高並不會因交通便利而造成旅客在花蓮過夜的意願降低，事實上宜蘭地區因國道五號北宜高開通後，並未因國五通車後造成宜蘭地區民宿及飯店住房率下降，住房率反而持續上升[68][69]；反倒花蓮地區多次因天災造成蘇花公路中斷，致花蓮地區的觀光人潮銳減與當地民宿及飯店業蕭條[70]。
- 目前中華民國國道高速公路迄今未開放大型重型機車行駛（不含國道快速公路），蘇花高不放行大型重型機車也是基於此。
- 在地文化的保持維護跟在地人士投入的資源與心血較為有關，宜蘭地區在北宜高通車後亦維持其在地傳藝文化特色（如成立國立傳統藝術中心），其在地產業仍有不少存續；日本建造三條跨越瀨戶內海銜接本州與四國的跨海大橋，交通便捷後四國仍保存地方特色，因此在地文化的維護及在地產業的存續與否和高速公路興建之影響並不直接相關。[63]
- 台鐵北迴線歷經蘇花高計畫十多年後，台鐵有多次並陸續進行過電氣雙軌化、添購太魯閣號與普悠瑪號新型傾斜式高速列車，提升速度並大幅縮短北花行車時間與增加班次運量等實際作為，惟客運方面仍舊常出現「一票難求」之情況，多年來北迴線歷經多次擴充後仍舊無法滿足其龐大的客貨運量及狀況持續惡化；尤其於2010年蘇花公路暴雨塌方事故後，北迴線暴增的客運量所產生之承載問題而凸顯了蘇花高的輔助重要性[71]。
- 沿線水泥產業目前多以台鐵水泥專列列車載運貨物，相較於砂石車行駛公路載運貨物量相比反而不在少數，台鐵亦因為此讓花蓮港線鐵路電氣化並與時任立委蕭美琴提議規劃利用北迴舊線鋪設貨運第三軌之計畫[72]，若再加上比照北宜高不准砂石車等大貨車行駛蘇花高，就無台鐵北迴線貨運受影響及衰退之問題。
- 宜蘭地區在北宜高通車前，亦對其聯外道路與接駁道路進行規劃與陸續建設，一併改善原有道路系統問題，且北宜高有實行高乘載管制駛入北宜高車輛及開設大客車專用道等措施，蘇花高亦能比照辦理。[73]
- 蘇花高可如同北宜高雪山隧道路段在大型車輛上僅開放大客車行駛，並非只能行駛小客車，且開放大客車行駛並搭配如同北宜高的大客車專用道等措施亦能提升發展大眾運輸；此外蘇花高受益的對象並不只侷限於花東民眾，對於北部或宜蘭等其他地區民眾亦有受益。[63]
- 可以如國道六號先建設與通車部分路段（國道六號當初先通車埔里至愛蘭），如蔣渭水高速公路延伸至宜蘭縣南澳鄉與花蓮縣秀林鄉境內的和平，正好取代蘇花公路最危險的路段。

### 負面影響與反對方的看法
- 只能服務小客車，若大型重車行駛，路面很快會被重型車輛壓壞。而就算完全禁止重型車輛，在數十年後還是會有很大的路面保養問題。
- 建設時很可能會污染生態敏感區。
- 蘇花高雖然比蘇花公路安全，但還是比一般高速公路以及省道快速公路危險：因為蘇花高有大量長隧道，長隧道行駛車輛的安全性較低、救護難度很高。
- 過於方便的交通對觀光業（尤其是飯店業者）可能未蒙其利，因為來往兩地的時間縮短，可以當日往返。
- 花東的道路系統不足，花東的道路系統無法承受蘇花高帶來的大量小汽車。而為了容納國道通車後帶來的大量車潮，勢必進行道路拓建，更易被視為「無異向今日發展軌道運輸的計畫挑戰」。
- 高速公路一旦完成，可能會衝擊現有北迴線鐵路的營運，以貨運首當其衝。如果加強東部鐵路運能，就可以提供充足的運能及不輸蘇花高的運輸速度，而且更安全，又可以減少北宜高的負擔。這些方案不但經濟及環境負擔不會超過蘇花高，而且也讓花東及宜蘭居民同時受益——蘇花高的建設只能讓花東居民受益，而且其利益可能因為北宜高的交通堵塞而下降。
- 高速公路一旦完成，大量遊客所帶來的垃圾會嚴重破壞環境。
- 外來文化與產業的快速移入，將會使花蓮相對弱勢的本土文化與地方產業加速消失。
- 現行的輔助方案僅止於交通建設的革新與高速公路周邊住戶的補償，尚未出現一個具有前瞻性、系統性的長期地方振興計劃。

### 生態環境上的考慮
相較於蘇花改（蘇花公路改善計畫），高速公路是更為封閉的路廊，並不允許車輛、人員的隨意停靠，所以可以避免沿著一般道路周圍的全面性人為干擾或開發，也可以避免有人輕易進入周圍區域，帶入可能的入侵種或病原體。而高架路段也可以減少生態區域被切割而造成的生態影響。又按照臺灣的慣例 （如中橫），一般道路經過的地方常常會成為民宿、餐廳、溫泉飯店、休閒農場、檳榔、高山蔬果、高山茶等等的開發區，嚴重影響當地原本的生態，所以單以保護生態（保護公路經過的原始林區域）與取得一條安全的交通方式這兩點考慮而言，蘇花高在建設期間的影響或許較大，但完工後的影響來看會是較蘇花改及蘇花公路（一般道路）更好的選擇之一。而後替代實施的蘇花公路改善計畫，也有不少路段採封閉式的快速道路形式設計，因此可避免該部分路段周圍區域的人為干擾及減少動物路殺；蘇花改採用封閉式快速道路形式之設計，事後亦證明對於生態環境反能更維護。

## 目前辦理情形
本計畫至2005年12月27日止並未動工，已逾環境影響評估法規定之3年內開發期限，依法應提出「環境現況差異分析及對策檢討報告」送環保署審查完成後始得開發。目前本計畫「環境影響差異分析暨環境現況差異分析及對策檢討報告」於2008年4月25日環評審查委員會第166次會議決議將此計畫「退回開發單位」。但在2008年7月6日，新任行政院院長劉兆玄又迅速拍板定案，預計要興建“蘇花公路危險路段替代道路”，以取代蘇花公路危險路段，而後又表示必須通過環評才會興建。2010年2月9日，時任總統馬英九宣布年底時（約11月）若通過環境評估後將動工興建「蘇花公路（危險路段）改善計畫」（「蘇花改」），表示會興建蘇澳至崇德路段。10月21日，發生2010年蘇花公路遊覽車事故，此後加速蘇花改通過環評開工進度。

## 替代方案

### 台鐵傾斜式列車
傾斜式列車（Tilting Trains）又稱搖擺式列車，行駛時會隨著彎道的變化自動向彎道內側傾斜，其傾斜目的在於抵銷列車行駛彎道的離心力，所以列車將比一般列車在彎道速度每小時提高15至30公里，而且行車較平穩。
目前世界上製造傾斜式列車的國家，有日本、法國、德國、瑞典、義大利、加拿大等國，而列車規格主要分為日系與歐系兩種，兩者最大的差別在於日系列車是每15公尺感應一次，歐系則是一開始就固定同樣的角度。
和傳統列車相比，傾斜式列車外觀設計特點主要在於車廂與車輪增加彈性機電裝置，藉此讓列車在行經曲線路段時，車廂能保持較以往更大的傾斜度而不必擔心翻覆，也不必再降低車速以保持行車安穩，一方面可維持全程高速行駛以縮減整體行車時間，另一方面則可增加車廂舒適度，減少因為轉彎離心力而產生的不適感。
交通部台灣鐵路管理局首度引進的新式傾斜式電聯車，公告採購第一批48輛，總金額為27.84億元，預定該年6月4日以最低價決標，預期將形成日、歐、美廠商競逐的局面。
據指出，台鐵後續還有近140億元列車採購預算，取得這項標案，對後續採購案件將有一定的優勢，所以擁有製造傾斜式列車實績的日本日立車輛株式會社、法國亞斯通、德國西門子、加拿大龐巴迪等國際大廠，均對此案表達高度興趣。
而由中鋼轉投資的「台灣車輛公司」，也有意競標台鐵列車採購案，但因招標文件規定投標廠商於截止投件十年內，須完成與本案電聯車同性質的電聯車製造實績，且須附啟用後功能正常的證明書，因此，台車已確定無緣參與競標。
台鐵表示，為培植國內軌道工業，提高列車生產技術，傾斜式電聯車採購案的工業技術合作規範（ICP）比例，定為總採購金額的20%，亦即國內軌道相關廠商可獲得5.568億元商機。
這次計畫購置48輛新式傾斜式電聯車，在完成招標後，得標廠商須於簽約日後26個月運裝第一批24輛來台，第二批24輛列車則於簽約後36個月運裝來台。
這批新式傾斜式電聯車若使用狀況良好，台鐵將辦理後續48輛傾斜式列車採購，至於其他電聯車採購案，也將陸續公告招標。
台鐵說，傾斜式電聯車為國內首度引進，這種列車因為可以感應彎道，在行駛多彎道的路段時會主動傾斜，可使平均時速提高15公里。
由於這批新式傾斜式電聯車主要用於東部運輸，交車後台北到宜蘭中停一站，行車時間可由現在96分鐘、縮減為76分鐘。台北到花蓮中停三站，可由現行165分鐘減為115分鐘。台北到台東中停12站，由現在300分鐘減為219分鐘，大幅縮短旅客行旅時間。
台鐵表示，傾斜式電聯車採購案雖然以最低價決標，但為維持列車品質、確保行車安全，鐵路局已訂定明確的技術規範與保固期，並將派員全程嚴格監督列車施工與組裝。
然台鐵傾斜式列車引進後，雖然確實大幅減少北花與北東列車的行駛時間，但傾斜式列車車廂數僅8節且有限制站票，座位數反而不若以往可配置12節車廂且可售站票的推拉式自強號及柴聯自強號，客運方面的運輸需求不僅仍無法解決，「一票難求」的狀況卻反而越來越常見；尤其於2010年蘇花公路暴雨塌方事故後，暴增的客運量更加大北迴線客運承載問題。

### 藍色公路
以高速渡輪行駛於蘇澳-花蓮間作為替代方案之一，類似於早年花蓮輪模式；但受制於颱風季及秋冬東北季風等天候影響，且航運成本偏高及搭乘時間效率不佳，加上蘇花改通車後更放大搭乘時間及天候因素等問題，曾開航之麗娜輪、藍鵲輪皆陸續撤出。

## 備註
1. ↑  可前往台9線、台9丁線
2. ↑  蔣渭水高速公路計畫終點[1]
3. 對應蘇花改東澳隧道
4. 對應蘇花安南澳隧道
5. 對應蘇花改武塔隧道
6. 對應蘇花改觀音隧道
7. 對應蘇花改谷風隧道
8. 對應蘇花改中仁隧道
9. 對應蘇花安崇德隧道